# Ricardo Frederico Rodrigues Antunes
Ricardo Frederico Rodrigues Antunes (sinh ngày 1 tháng 1 năm 1974) là một cầu thủ bóng đá người Brasil.

## Sự nghiệp câu lạc bộ
Ricardo Frederico Rodrigues Antunes đã từng chơi cho Kawasaki Frontale.

## Thống kê câu lạc bộ

### J.League
| Đội               | Năm       | J.League | J.League | J.League Cup | J.League Cup | Tổng cộng | Tổng cộng |
| Đội               | Năm       | Trận     | Bàn      | Trận         | Bàn          | Trận      | Bàn       |
| ----------------- | --------- | -------- | -------- | ------------ | ------------ | --------- | --------- |
| Kawasaki Frontale | 1999      | 4        | 1        | 0            | 0            | 4         | 1         |
| Tổng cộng         | Tổng cộng | 4        | 1        | 0            | 0            | 4         | 1         |